# Mario Crosta (calciatore)
Mario Crosta (fl. XX secolo) è stato un calciatore italiano, di ruolo attaccante.

## Biografia
Era conosciuto come Crosta II per differenziarlo da Valentino Crosta I che con lui ha disputato quattro stagioni nella Pro Patria condividendo anche il ruolo di attaccante.

## Carriera
Ha disputato cinque stagioni con la maglia della Pro Patria nel primo dopoguerra, dal 1919 al 1926, realizzando 34 reti in 55 partite, la prima rete nel giorno del suo esordio con la maglia bustocca il 21 dicembre 1919 nella partita Pro Patria-Giovani Calciatori Legnanesi (2-2), l'ultima rete a Monza il 4 luglio 1926 nella partita Monza-Pro Patria (1-4).